# Purpuricenus barbarus
Purpuricenus barbarus är en skalbaggsart som beskrevs av Lucas 1849. Purpuricenus barbarus ingår i släktet Purpuricenus och familjen långhorningar. Inga underarter finns listade i Catalogue of Life.